# Castello di Busalla
Il castello Spinola è stato un edificio difensivo sito a Busalla, nell'alta valle Scrivia.

## Storia
Non si conosce l'esatta data di costruzione del castello poiché non state trovate dagli storici locali fonti attendibili o antecedenti al 1192, anno della prima citazione ufficiale del borgo di Busalla. Le prime informazioni storiche sul castello risalgono all'aprile del 1242 quando i soldati genovesi attaccarono i feudi della valle Scrivia controllati dalla famiglia nobiliare degli Spinola.
Secondo il racconto storico i Genovesi riuscirono ad espugnare il borgo di Busalla e il suo castello, ma Guglielmo Spinola riuscì a fuggire proprio da un passaggio segreto del maniero prima che venisse distrutto dalle truppe del capoluogo ligure. Nel frattempo la popolazione, rimasta inerme dall'improvviso attacco di Genova, subì i numerosi saccheggi e distruzioni.
La Repubblica di Genova attaccò nuovamente la valle del torrente Scrivia nel 1310 alla ricerca di Opizzino Spinola, già Capitano del Comune, che vi si era rifugiato dopo la sua cacciata dalla Superba: il borgo e il castello furono completamente rasi al suolo dai soldati della repubblica. Cinque anni dopo (1315) si registrò il terzo attacco genovese che distrusse nuovamente la fortezza precedentemente riedificata. Nel 1321 Busalla fu occupata dal Ducato di Milano per ripicca contro la repubblica genovese e anche i Milanesi distrussero per l'ennesima volta il castello.
In una mappa del XV secolo del castello non vi fu traccia facendo presupporre agli storici che la popolazione, stufa dei continui assalti anche nei secoli successivi, decise di non erigere più il maniero. Al suo posto fu eretto il palazzo marchionale e dei precedenti corridoi-segrete che collegavano il castello a diversi punti del borgo furono ridotti in macerie. Con il passare degli anni il palazzo cadde in una lenta rovina, devastato tra l'altro anche dall'attacco dell'esercito austriaco del XVIII secolo contro la Repubblica di Genova.
In una documentazione anonima della prima metà del XIX secolo viene segnalata la vendita dei terreni adiacenti al palazzo ad un mulattiere locale e la non abitabilità dello stesso stabile. Per ridurre l'ormai vistoso degrado furono fatti alcuni restauri, ma l'opera non fu mai ultimata e anche la torre venne distrutta in epoca non definita.